# De Does
De Does is een sportcomplex in Leiderdorp. voor de meest actuele informatie. Het bestaat uit een zwembad, een sporthal, een fitnesscentrum en een horecagelegenheid. Het complex wordt beheerd door stichting Sportfondsen. De naam komt van de nabijgelegen Does. Het sportcomplex is in april 1972 in gebruik genomen.

## Geschiedenis

### Buitenbad
Voor het sportcomplex werd gebouwd, bestond De Does uit een buitenzwembad met ligweide. Het buitenzwembad, bestaande uit een diep bad, een ondiep bad en een peuterbad, is 8 juni 1957 voor publiek geopend. Aan het einde van de zomer van 1964 werd begonnen aan de bouw van een 50 meterbad. Deze werd de volgende zomer in gebruik genomen. Na de opening van het nieuwe bad werd De Does vaker gebruikt voor waterpolo- en zwemwedstrijden. Het bezoekersaantal nam echter meer en meer af omdat, mede door de te hoge verwachtingen van de watertemperatuur, bezoekers uitweken naar lokale plassen. Dit leidde tot plannen voor een binnenbad. In oktober 1970 werd er een akkoord bereikt over de bouw van het binnenbad maar pas in juni 1971 werd begonnen met de bouw hiervan. Eind mei 1972 was de bouw voltooid en het zwembad werd op 9 september van dat jaar feestelijk geopend.

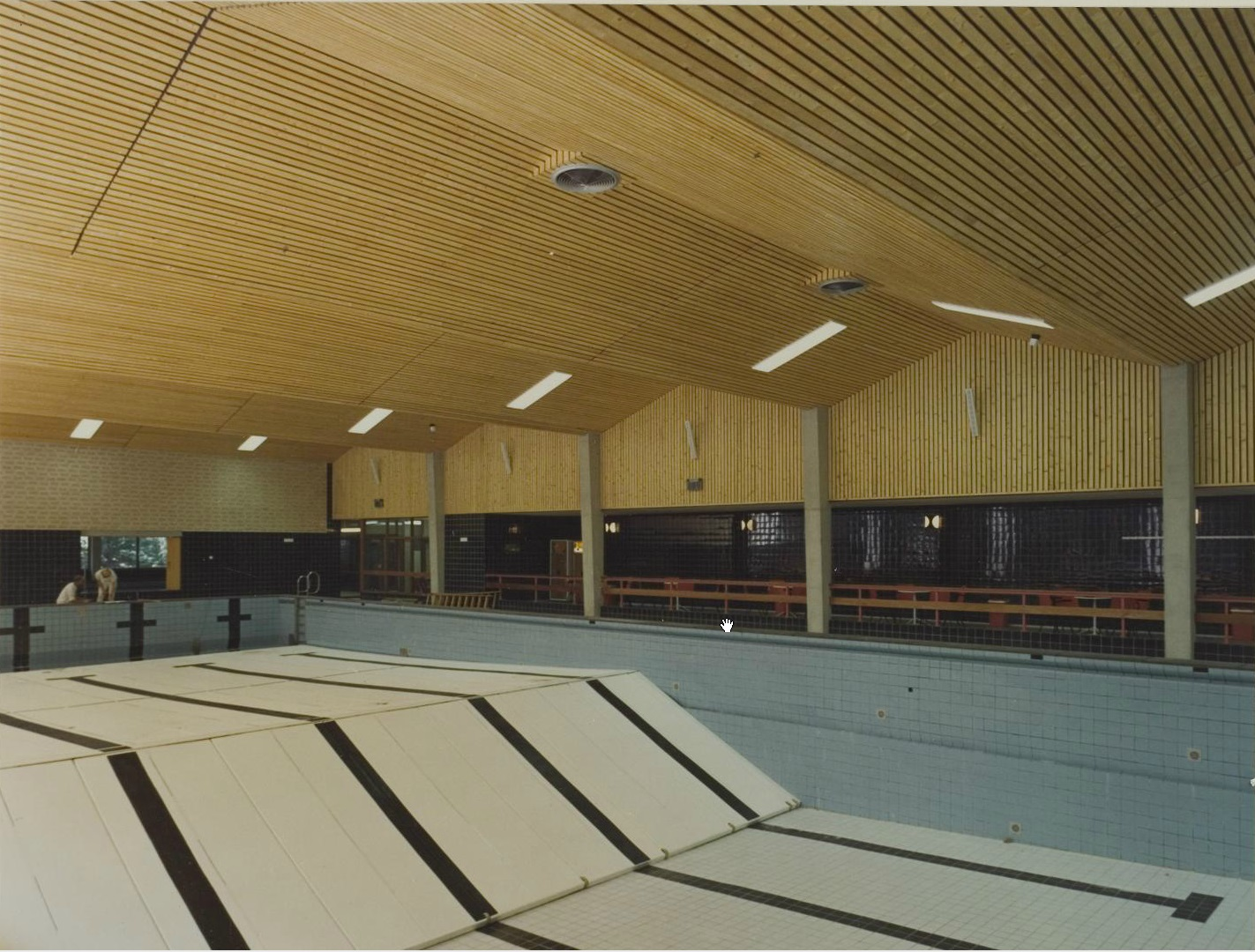
De Does in de jaren 70

### Omdoping tot sportcomplex
In 1986 laaide een discussie op om van het binnenbad een groot zwemparadijs te maken. Het zwembad zou onder andere een sauna en een bubbelbad krijgen. Ook zou er een sporthal in het complex komen. De tegenstanders wilden echter een compact zwembad. Uiteindelijk werd er in september 1987 in de gemeenteraad unaniem besloten om het binnenbad uit te breiden met een recreatiebad en een sporthal. In december ging de eerste paal de grond in. De sporthal werd een jaar later in gebruik genomen en het zwembad volgde begin 1989. Het nieuwe sportcomplex betekende echter het einde van het buitenbad. Daar waar het bad ooit duizenden bezoekers trok, waren dit er begin jaren 90 nog maar een paar honderd. In maart 1993 werd dan ook besloten om het verouderde buitenbad na de zomer te sluiten. Begin 1994 werd het buitenbad gesloopt.

### Herinrichting
In 2003 werd er gezocht naar een oplossing om het sportcomplex te behouden. Het gebied rond de A4 werd heringericht voor het W4 project en De Does paste niet in het plan. Ook zouden er nieuwe appartementen op het parkeerterrein komen, wat betekende dat het zwembad geen parkeergelegenheid meer zou hebben. Na de zomer besloot de gemeenteraad om het complex te behouden door de parkeerplaats naar de zuidkant te verplaatsen, zo zou de weg vrijkomen voor de nieuwe appartementen en kon het complex blijven bestaan. In juni 2005 werd begonnen aan een grote renovatie, waarbij de hoofdingang werd verplaatst naar het nieuwe parkeerterrein. De renovatie was voltooid in augustus.

## Ligging
Het zwembad is gelegen in het zuiden van Leiderdorp, aan de noordkant van de A4. De ingang ligt aan de zuidkant van het zwembad aan het Amaliaplein. Door de ligging direct aan het Groene Hart komen veel bezoekers uit de omgeving Rijnwoude door de afwezigheid van een overdekt zwembad aldaar.

## Het zwembad
Het huidige zwemcomplex bestaat uit 4 zwembaden; een 25 meterbad, een instructiebad, een recreatiebad en een klein buitenbad. Het 25 meterbad bestaat uit 5 banen, is 2 meter diep en heeft een beweegbare bodem die de helft van het bad bedekt. Het instructiebad heeft een oppervlakte van 10x5 meter en heeft een diepte van 0,10 tot 1 meter. Naast het recreatiebad is ook nog een klein rond peuterbad. Verder zijn er een Turks stoombad, een 40m lange glijbaan en een whirlpool. De glijbaan was bij de opening de langste van heel Nederland.
Langs de hele lengte van het wedstrijdbad loopt er een kleine ophoging met daarop enkele tafels en stoelen voor publiek. Ook bevindt zich een bar naast het recreatiebad, welke in verbinding staat met de kantine. Voor ouders van kinderen die leszwemmen is er de mogelijkheid om mee te kijken via de televisies in de kantine, deze blijven ook buiten het leszwemmen aan voor andere activiteiten.
Buiten het recreatiezwemmen maken diverse zwemverenigingen gebruik van het bad, wordt er zwemles gegeven en zijn er diverse activiteiten.